# Weert
Weert (phát âmⓘ) là một đô thị và thành phố ở đông nam Hà Lan với 48.558 dân. Đô thị này nằm trên tuyến đường ray Eindhoven - Maastricht  và bên kênh đào Zuid Willemsvaart.

## Các trung tâm dân cư
- Altweerterheide
- Leuken
- Laar
- Stramproy
- Swartbroek
- Tungelroy
- Weert

## Natives of Weert
- Jan Dibbets (sinh năm 1941), nghệ sĩ
- Ton van Loon (sinh năm 1956), sĩ quan
- Gonnelien Rothenberger (sinh năm 1968)
- Sjeng Schalken (sinh năm 1976), tuyển thủ tennis
- Elbekay Bouchiba (sinh năm 1978), cầu thủ bóng đá
- Bjorn Hoeben  (sinh năm 1980), tuyển thủ đua xe đạp
- Olivier Tielemans (sinh năm 1984), vận động viên đua xe ô tô
- Pieter Custers  (sinh năm 1984)
- Steef Nieuwendaal (sinh năm 1986), cầu thủ bóng đá